# Nanjing Olympic Suning Tower
La Nanjing Olympic Suning Tower anciennement connu sous le nom de Nanjing Tower est un gratte-ciel en construction à Nankin en Chine. Il s'élèvera à 420 mètres.